# Pedro de Miguel
Pedro de Miguel (Vitoria, 19 de mayo de 1956-Pamplona, 12 de agosto de 2007) fue un escritor y crítico literario. 

## Biografía
Conocido como Peter de Miguel, se autodefinía como "Un veterano licenciado en Historia reconvertido al periodismo y afincado en Bilbao". Impartió clases de Géneros Periodísticos y Periodismo Literario en la Facultad de Comunicación de la Universidad de Navarra. En 1996 fue nombrado director de la revista Nuestro Tiempo. 

## Actividad como escritor, crítico y editor
Especialmente interesado por los géneros breves (sobre todo el cuento), creó, junto con Joseluis González la editorial Hierbaola, especializada en este género. Sacó al mercado una docena de libros centrados en el relato corto, entre los que cabe destacar Papeles sobre el cuento español contemporáneo (1992); Los que regresan, de Esteban Padrós de Palacios (1993); o Un error de bulto, de Alberto Escudero (1994).
Publicó Guía de lecturas contemporáneas, Lecturas para el cambio de siglo y Articulismo español contemporáneo, además de una novela, de estilo muy personal, Yo que tú yo que tú ya no me moriría (1999), con la que fue finalista del Premio Herralde de Novela.
En los últimos años de su vida fue responsable de la sección de elmundolibro dedicada a enlaces literarios (“Letras en la Red”).
Su blog, Letras enredadas, que creó animado por el periodista Leandro Pérez Miguel, presenta numerosos comentarios, breves y agudos, sobre temas de actualidad, además de los dedicados específicamente a la crítica literaria. Escribió su último texto el 14 de julio de 2007, sobre la presencia de Luis Aguilé en los sanfermines.
Su muerte a edad joven, víctima de un cáncer, dejó a la crítica literaria sin una voz personal, que -como muestran sus publicaciones- intentaba guiar a través de la innumerable producción literaria. 

## Obras
- Yo que tú yo que tú ya no me moriría, 1990
- Guía de lecturas contemporáneas, Ediciones Internacionales Universitarias, 1999, ISBN 84-8469-128-4
- Lecturas para el cambio de siglo, 2004
- Articulismo español contemporáneo, 2005
- Letras enredadas, Ediciones Palabra, 2010, ISBN 978-84-9840-496-8